# Pero jonesaria
Pero jonesaria är en fjärilsart som beskrevs av William Schaus 1897. Pero jonesaria ingår i släktet Pero och familjen mätare. Inga underarter finns listade i Catalogue of Life.